# Pascal Briand
Pascal Briand (9 juli 1976) is een Frans voormalig inlineskater en langebaanschaatser die in Nederland tevens actief was als marathonschaatser in de KNSB Cup. Hij is getrouwd met Sara Bak.

## Carrière
Briand begon als inlineskater en won in 2003 het klassement van de wereldbeker inline-skaten. Hierna stapte hij over naar het langebaanschaatsen en tijdens de EK Allround 2006 in Hamar werd Briand 24e. Op de EK van 2008 werd hij in Kolomna eveneens 24e. In 2009 eindigde hij op de negentiende plaats op het WK Allround, en in 2010 als achttiende op het EK. In 2010 deed Briand bovendien mee aan het de 1500 meter bij het Schaatsen op de Olympische Winterspelen, waar hij als 33e eindigde.
Verder deed Briand drie keer mee aan de WK sprint en won hij één keer een demonstratie-evenement (de 10 kilometer massastart) tijdens de wereldbeker langebaanschaatsen. Ook op de ploegenachtervolging deed Briand mee. Samen met Alexis Contin en Tristan Loy werd hij achtereenvolgens 16e, 12e, 12e, 15e en 16e in het eindklassement van de wereldbeker. Met Contin en Benjamin Macé werd hij in het seizoen 2010-2011 11e.

## Persoonlijke records
| Afstand     | Tijd     | Datum            | Baan           |
| ----------- | -------- | ---------------- | -------------- |
| 500 meter   | 36,51    | 12 december 2009 | Salt Lake City |
| 1000 meter  | 1.10,41  | 13 december 2009 | Salt Lake City |
| 1500 meter  | 1.47,24  | 16 november 2007 | Calgary        |
| 3000 meter  | 3.49,21  | 3 november 2007  | Salt Lake City |
| 5000 meter  | 6.33,12  | 10 november 2007 | Salt Lake City |
| 10000 meter | 13.34,10 | 2 december 2007  | Kolomna        |

## Resultaten
| Jaar | EK Allround | WK Allround | WK Sprint | WK Afstanden | Olympische Spelen              | Wereldbeker                 |
| ---- | ----------- | ----------- | --------- | ------------ | ------------------------------ | --------------------------- |
| 2006 | NC24        |             |           |              |                                |                             |
| 2007 |             |             |           |              |                                | 0p 500m 59e 1000m 55e 1500m |
| 2008 | NC24        |             | 36e       |              | 0p 1000m 49e 1500m 40e 5/10 km |                             |
| 2009 |             | NC19        |           | 24e 1500m    | 36e 1500m                      |                             |
| 2010 | NC18        |             | 32e       |              | 33e 1500m                      |                             |
| 2011 |             |             | DNS3      |              |                                |                             |

NC# = niet gekwalificeerd voor de laatste afstand, maar wel als # geklasseerd in de eindrangschikking